# Roodkeeldwerghoningeter
De roodkeeldwerghoningeter (Myzomela sclateri) is een zangvogel uit de familie Meliphagidae (honingeters). Deze vogel is genoemd naar de Britse ornitholoog William Lutley Sclater.

## Verspreiding en leefgebied
Deze soort komt voor op een aantal eilandjes voor de kust van noordoostelijk Nieuw-Guinea en Nieuw-Brittannië.

## Status
De grootte van de populatie is niet gekwantificeerd maar de soort wordt omschreven als vrij algemeen. Op de Rode lijst van de IUCN heeft deze soort de status niet bedreigd.